# Lena Lotzen
Lena Lotzen, född 11 september 1993 i Würzburg, är en tysk fotbollsspelare som spelar på mittfältet för Bayern München och Tysklands damlandslag i fotboll.
Lena Lotzen började spela fotboll som femåring med pojkar i TG Höchberg och fortsatte spela i ett pojklag även som ungdom. I augusti 2010 började hon spela som senior i Bayern Münchens damlag. Första målet gjorde hon i en match mot FCR 2001 Duisburg som slutade med förlust. Hon spelade med flicklandslaget från 2008 och debuterade i seniorlandslaget under Algarve Cup säsongen 2012. Då hoppade hoppade hon in i 79:e minuten i en match mot Island. Lena Lotzen gjorde sitt första mål för landslaget under europamästerskapet i fotboll för damer 2013, även det mot Island i en match som vanns med 3 – 0.
År 2012 tilldelades hon det tyska ungdomsspelarpriset Fritz Walter medaljen i guld som bästa junior på flicksidan.